# 神代文字

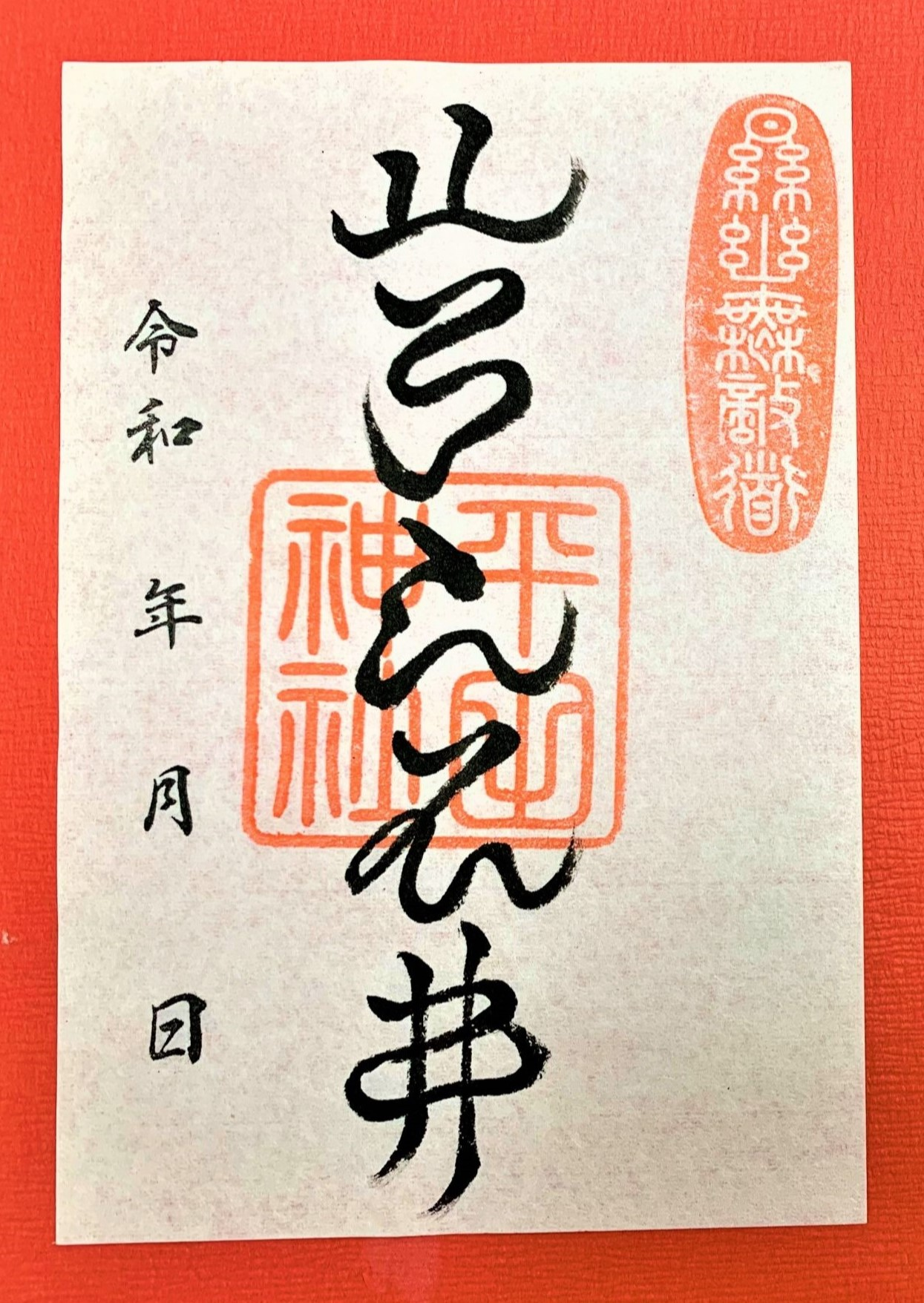
平田神社の御朱印
神代文字（阿比留草文字）で「かむながら」と書かれている。

神代文字（じんだいもじ、かみよもじ）は、漢字伝来以前の日本に存在したと主張されてきた、固有の文字のことである。国語学的に見て完全に否定されている。
通説において、日本には漢字以前に書記体系は存在せず、日本独自の文字である仮名文字が出現するのは9世紀から10世紀のことである。「上古の日本に何らかの文字体系があった」とする説は、すでに鎌倉期から卜部兼方などが提唱していたが、神代文字に関する議論が特に盛んになったのは近世のことである。この時代、多くの神代文字が「発見」され、平田篤胤ら神道家によって盛んにその実在が主張されるようになったが、こうした文字の存在を疑う声は、当時からすでに大きかった。
近代に入ると、神道系新宗教によって、盛んに神代文字により書かれた古史古伝の存在が喧伝され、こうした文書は政官界にすら強い影響を与えることがあった。また、国学者のあいだでも神代文字を信じる者がいた。これゆえ、当時の国語学者はその存在を黙殺することができず、これを繰り返し否定する必要があった。山田孝雄による神代文字否定論をもって、神代文字の真偽が学術的に鑑みられることはなくなった。山田以来、神代文字の存否を論じるような研究は途絶えたが、神代文字という概念は近世・近代の思想潮流を大いに反映するものであり、思想史の観点から研究が続けられている。

## 背景

### 漢字の伝来と仮名の発生

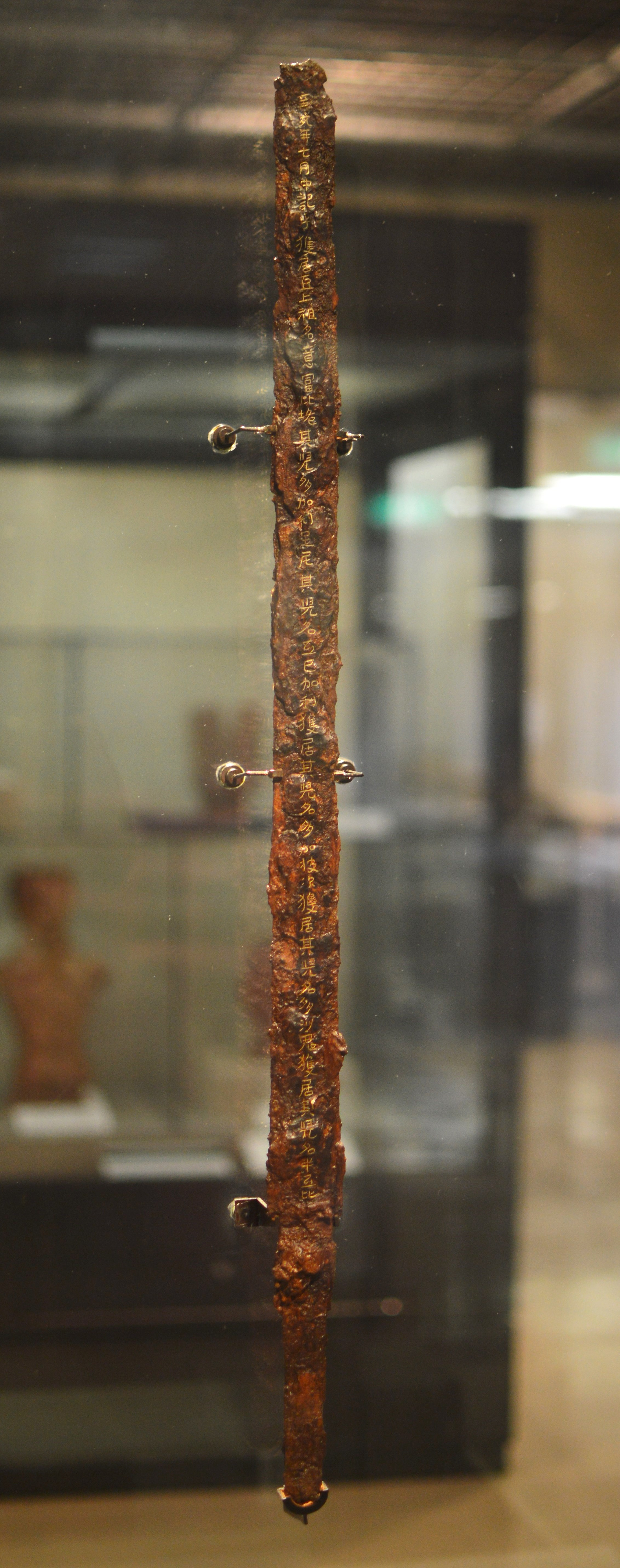
稲荷山古墳出土鉄剣
日本における最初期の漢字の使用例として知られる。

日本列島（倭）に漢字を記した事物が伝来したのはおよそ1世紀のことであると考えられており、漢委奴国王印や、新代の銅銭である貨泉などが出土している。日本列島に文字文化が浸透したのがいつであるかについては不明瞭であるが、5世紀には稲荷山古墳出土鉄剣、江田船山古墳出土鉄刀、隅田八幡神社人物画像鏡などにみられるよう、日本語の地名・人名が漢字を用いて記されるようになる。6世紀から7世紀にかけては中国大陸の行政機構が取り入れられるようになり、官人を中心に漢字の識字層が増えていった。とはいえ、太安万侶が和銅5年（712年）編纂の『古事記』序文において、「已に訓に因りて述ぶれば、詞は心に逮らず。全く音を以ちて連ぬれば、事の趣更に長し」と嘆くよう、日本語に用いる書記体系として、漢字は扱いやすいものではなかった。
そこで、これを補うための表音文字であるところの仮名が成立していった。片仮名の起源となったのは漢文訓読にあたって用いられた省画された漢字であり、日本においては伝神護景雲2年（767年）書写の『大方広仏華厳経巻第四十一』などに角筆による書き込みが確認されている。また、漢字の草体をさらに崩す形で成立した平仮名については、藤原良相邸跡（9世紀）から出土した墨書土器などに初期の例を確認することができるほか、貞観9年（867年）の『讃岐国司解有年申文』などにも用いられている。こうした仮名文字が、漢字とは異なる文字体系として認識されはじめたのは9世紀末から10世紀前半のことであると考えられている。たとえば寛平9年（897年）の宇多天皇宸翰である『周易抄』では、訓注用仮名として万葉仮名の草体に基づくもの、傍訓用仮名として省画体本位の片仮名が使い分けられている。10世紀には万葉仮名は使われなくなり、平仮名のみで書かれた文献、片仮名のみで書かれた文献も多く現れるようになった。
史書によれば、上古の日本において文字は用いられていなかった。大同2年（807年）に斎部広成が著した『古語拾遺』には、「蓋し聞く、上古の世未だ文字有らず、貴賎老少、口々に相伝え、前言往行は存して忘れず。書契以来、古を談ずるを好まず」とある。『古事記』によれば、応神天皇15年に百済王の遣いとして遣わされた王仁（和邇吉師）が、『論語』十巻と『千字文』一巻を付して貢進したとされるが、『千字文』の成立はそれより時代の下る梁代に周興嗣によっておこなわれたものであり、史実性は詳らかではない。とはいえ、伝統的には「応神期をもって日本に文字が伝来した」とする見解が多く、大江匡房『筥埼宮記』、一条兼良『日本紀纂疏』などが同説をとっている。

### 五十音思想・言霊思想
神代文字論に強い影響を与えた思潮として、内村和至が「五十音思想」と名づけた、五十音図に神聖性をもとめる考えがある。馬渕和夫の論じるところによれば、五十音図は悉曇学と漢字音韻学における反切を組み合わせるかたちで平安期に生まれたものであり、本来は外国語の音声を仮名の範疇で処理するための道具として用いられたものである。これが日本語の音韻をあらわすものであると認識されはじめたのは江戸中期のことであり、それ以前においてはむしろ音韻一般を総覧した図であるとみなされていた。こうした背景から、五十音は密教的コスモロジーのもとに理解された。

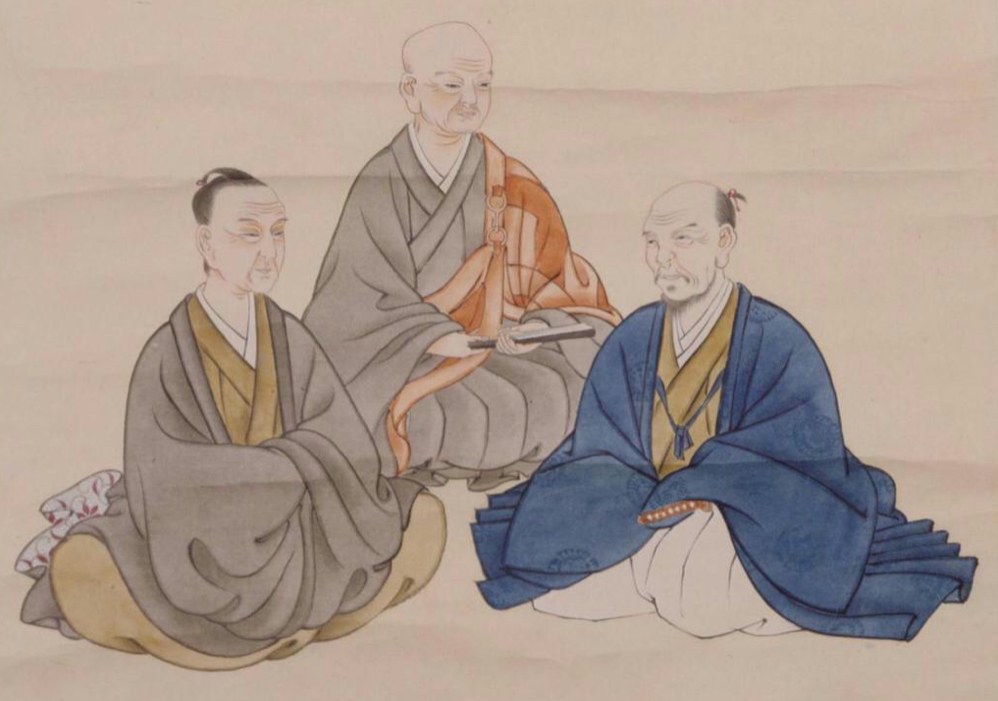
「国学の三哲」と位置づけられる本居宣長(左)、契沖(中)、賀茂真淵(右)

契沖が元禄6年（1693年）に著した『和字正濫鈔』には、「和邦は、曜霊統を垂るるの秘区、天孫駕を降すの上域なり。僻けて東垂に逼（）ると雖も、声韻最も寥亮詳雅（）にして、能く華梵に通ず」とある。真言宗の僧侶である契沖の理論は悉曇学ひいては密教に付会する部分が多かったが、日本語の音韻・文法体系が明らかになるにつれて、こうした思想は徐々に日本語の体系性を神国としての日本と紐づけるようなものに変化していった。
山東功によれば、五十音を絶対視し、そこに神聖性を見出すような考えは、賀茂真淵によるところが大きく、本居宣長にも受け継がれるものである。鎌田東二のまとめるところによれば、真淵は明和6年（1769年）ごろの『国意考』において「五十の声は天地の声にて侍れば、其の内にはらまるるものおのづからのことにして侍り」と述べたうえで、日本語の「横の音」について「ことばの国の天地の神祖の教え給いしことにて、他国にはあらぬ言のためしことなることを知べし」と称賛する。真淵はこのような理由から日本は「言霊の幸わう国」であるとする。本居宣長は天明5年（1785年）の『漢字三音考』にて「皇国の古言は五十の音を出ず。是天地の純粋正雅の音のみを用いて。溷雑不正の音を厠（）えざるが故なり」と論じる。
平井昌夫は、「わが国に固有文字があってほしかったとは、『言霊の幸わう国』との自負心をもっているわれわれ国民の誰しも望んでいるに相違いない」と論じる。宣長は『古語拾遺』の先述のくだりを引きながら、上古の日本が「口承で事足りた」時代であったことを強調する。山下久夫が論じるように、これ自体も「漢字文明による『聖人の道』が入ってくるまでは我が国は野蛮な国だった」とする太宰春台ら儒者の主張を転倒させたものであるが、岩根卓史によれば、神代文字の実在論者であった平田篤胤の場合には、宣長が棄却した「《コトバ》における〈音声〉と〈意味〉との関係」が再考される。篤胤が「古伝」として特に重視したのは祝詞であるが、岩根いわく、篤胤は、祝詞が真正たる所以はそれが漢字以前の《書記》性、すなわち〈書体〉を残しているがゆえであると考えた。篤胤は真の伝のための正当な書記体系が上古にあってしかるべきであると考え、それが神代文字につながったのだという。

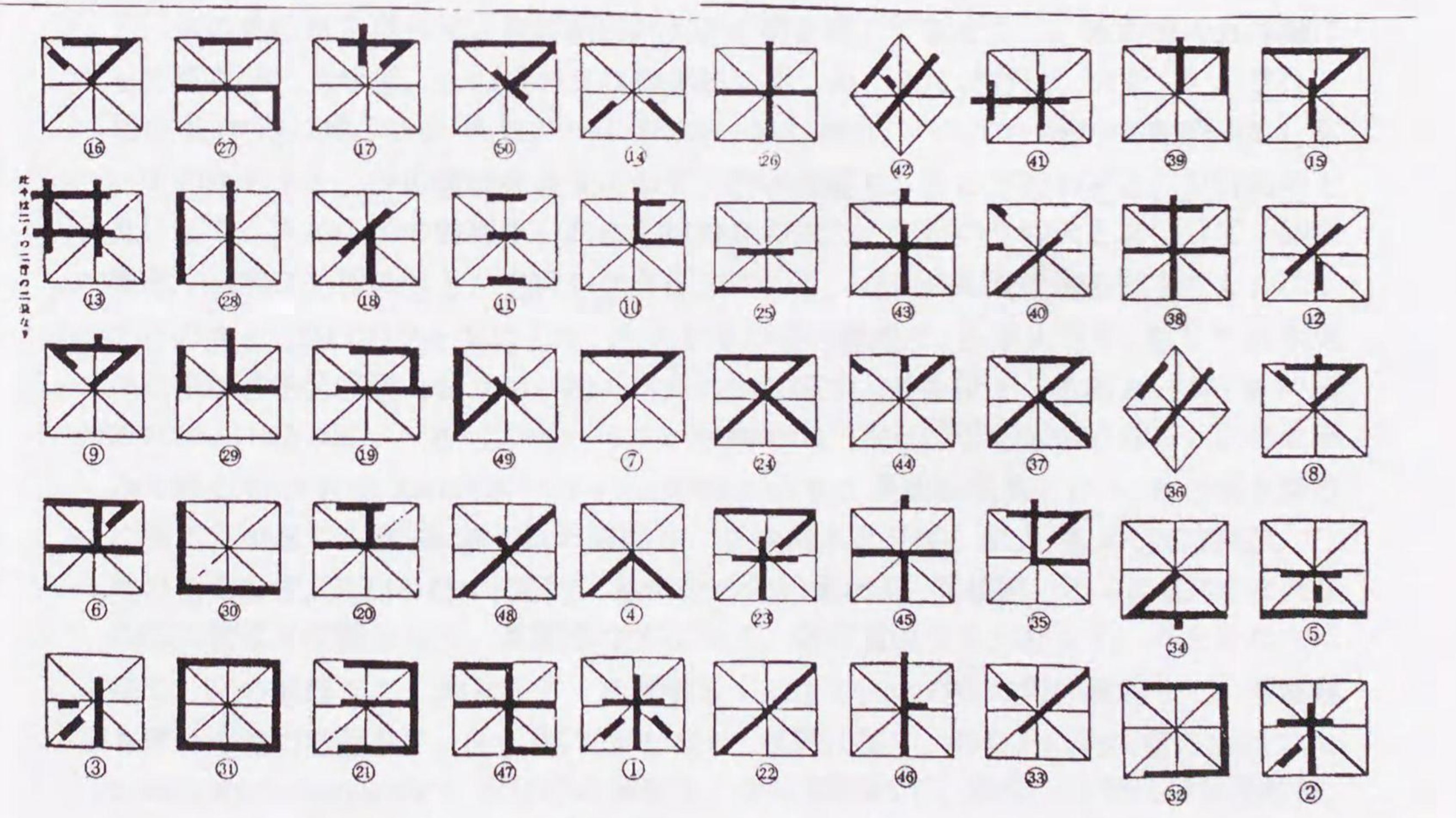
山口志道『水穂伝』より「形仮名五十音図」。

「五十音思想」の極端な形は、国学者にして言霊論者の山口志道の著作にみることができる。志道は天保5年（1834年）の『水穂伝』で、「形仮名」は「神代の御書」であるとして、その起源は自らが伝授された荷田春満の「稲荷古伝」にみえる十二の図形にあるという。いわく、天地初発のときにあらわれた太初の凝（）である父なる「火」と母なる「水」が結合することで第二の凝である「形」、「息」、「声」が生まれ、このうち声の体系として自然に生まれるのがカタカナである。また、志道と同時期の人物である中村孝道は50音ではなく75音こそが「天地自然の理」にのっとったものであると論じた。鎌田東二いわく、こうした日本語の音韻構造を形而上学的に解釈し、神授されたものであると称える思想は、「近世国学者の言語意識の通奏低音となって鳴り響いた」ものであった。彼らの大半が神代文字の存在を支持しなかったとはいえ、内村は「一般音韻としての五十音が存在する。その体系は日本語に備わっている。かかるがゆえに、日本は世界の中心である」といった考えは神代文字に容易に通ずるものであることを指摘している。

## 歴史

### 中世期

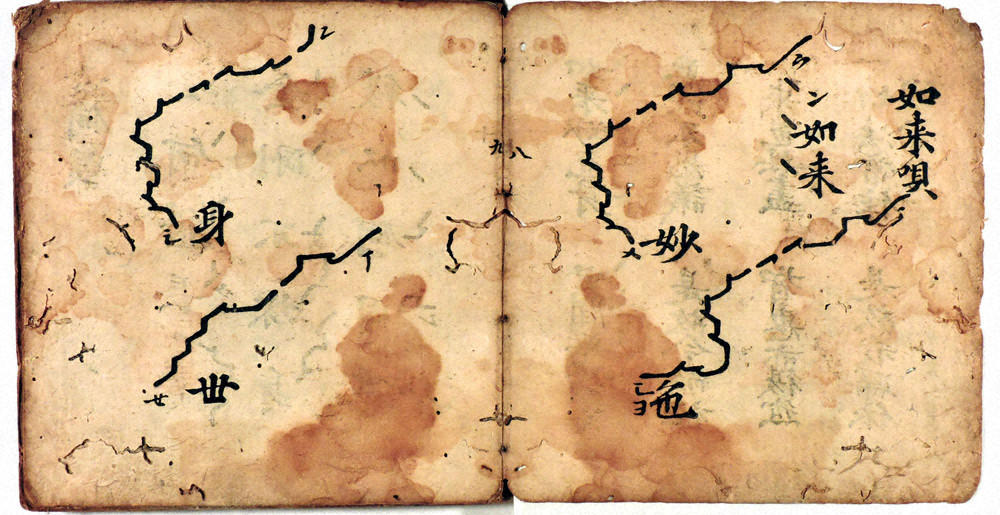
『文明4年（1472年）高野山版声明集』
卜部兼倶は神代文字は同書にみえるような「博士」、すなわち声明の旋律をあらわす符号に類似するものであると論じた。

上古の日本に独自の文字体系が存在したという説がとなえられるようになったのは、鎌倉期のことであり、卜部兼方の『釈日本紀』（鎌倉末期）には、以下のような記述がある。
又問う。仮名字、誰人作す所か。

答う。師説に、大蔵省の御書の中に肥人の字六七枚許有り。先帝御書所に其字を写さしめ給う。皆仮名を用いる。或は其字未だ明ならず。或は乃、川等の字明かに之見ゆ。若し彼を以て始と為すべきか。先師の説に云う。漢字我が朝に伝え来ることは応神天皇の御宇なり。和字に於いては其の起り神代に在るべきか。亀卜の術は、神代より起れり。所謂る此の紀一書の説に、陰陽二神姪児生れます。天神太占を以て之を卜い、乃ち時日を卜定して之を降したまう。文字無しは、豈に卜を成すべけんや。作者、事の濫觴、神代には在るべき者は、幽玄にして測り難し。伊呂波は弘法大師所作の由申し伝うるか。此れは昔より伝来の和字を伊呂波に作成せらるの起りなり。—卜部兼方、『釈日本紀』
同書には、「師説」によれば、「先帝」が大蔵省の御書所に「肥人の字」なる文字を写させたとある。この文字には「乃」や「川」にみえるものがあったといい、兼方はこれを典拠として、弘法大師が仮名をつくったというのは誤りであり、上古にはすでに仮名があったと考えるべきであると論じた。また、彼は、そうでなければ当時太占のような占いができたはずがないと述べている。しかし、山田がいうように、亀卜と漢字の関係が緊密であったことが事実であったとしても、太占がそうであるとする根拠はない。山田孝雄のように、ここでいう「師」とは矢田部公望のことであり、「先帝」は醍醐天皇を指すという論がある一方で、新村出は、公望の著作にそのような主張は存在しないとして、兼方あるいはその師の説であるという以上のことは言えないと論じている。
さらに、忌部正通が正平22年・貞治6年（1367年）に執筆したとされる『神代巻口訣』は、より具体的に神代文字の存在に触れている。いわく「神代文字は象形なり。応神天皇の御宇、異域の典経始めて来朝す。推古天皇の朝に至って、聖徳太子漢字を以て和字に附す」とある。同説は、上古の日本においては「象形文字」が用いられていたものの、聖徳太子による国史（国記・天皇記）編纂にあたって廃されたというものである。
さらに、卜部兼倶（吉田兼倶）が応仁・文明期に執筆した『日本書紀神代抄』には以下のようにあり、上古の日本には博士（声明の旋律をあらわす符号のこと）に類似した文字があったと述べている。一方で、山田は兼倶は明らかに平安中期に生まれた五音博士（五声をあらわす博士）を下敷きにして同文字について論じていること、卜部家の祖先にあたり、上古の文字にも興味を持っていたはずの兼方がこの文字に対して一切触れていないことなどから、卜部家伝来の神代文字が存在したという説については疑問視している。
いろは四十七字は弘法大師之を作す。カタカナは吉備大臣之を作す。あいうえおの五十字は神代より之有る。神代の文字は一万五千三百六十字あるぞ。はかせと云が神代の字なり。伊弉諾伊弉冉天浮橋の上に立て曰く、底下豈に国無からんやと。廼ち天之瓊矛以て指下して之を探りしかば、是に滄溟を獲き。其後万物を生す時にうらをしたぞ。卜は陰陽の源五行の変より起るぞ。其処から文字は出来るぞ。紙墨にあらわすばかり、文字ではないぞ。森羅万象は天地自然易なり。伏義空中に向かいて一画を下すは自然の文字なり。陰陽は元来一なり。散りて万物と為る処にて文字の数も多なるぞ。一念の心は多念はない。万物の転を被り、万念を作すほどに、文字も万物につれて、繁多になるぞ。亀を焦す時に、五にわりて配五行ぞ。変する時に一万余りを為すぞ。文字も万物の変に依て、五万三千余を為すなり。—卜部兼倶、『日本書紀神代抄』
また、兼倶の子である清原宣賢が大永年中に記した『神代抄』には「神代の文字は秘事にして流布せぬ。一万五千三百六十字あり。其字形声明のはかせに似たり」とある。宣賢の玄孫にあたる清原国賢も、慶長4年（1599年）の『日本紀神代巻奥書』において神代文字の存在に触れている。

### 近世期
延宝期に「発見」された『先代旧事本紀大成経』は『先代旧事本紀』の底本をうたった。同書は長野采女により偽作され、黒滝潮音によって刊行された偽書であるが、同書には、アマテラスが発した47字からオオナムジとアメノヤゴコロが神代文字をつくったとする記述があり、後世に大きな影響を与えた。とはいえ、山田が論じるようにそもそも当時の日本語は47音ではなく、三ツ松誠は、「かかる神代文字は、いずれも『大成経』の影響を受けた偽作だということになる」とまとめる。

#### 垂加神道家の神代文字
中世においても上古の日本に独自の文字が存在したという見解は存在したものの、実際にこうした神代文字が「発見」されるに至ったのは近世のことである。享保9年（1724年）に垂加神道家である跡部良顕が著した『和字伝来考』は、当世においては、儒学ばかりを学び神道について無知であるゆえに「我国を文字なき夷国と覚たる者」が多いことを嘆き、師の渋川春海が紹介する「十二支の神代文字」について触れる。良顕は、これが神代文字であることは、春海だけでなくその師である山崎闇斎も認めるところであると論じる。同文字は実際に春海『瓊矛拾遺』にもあらわれるものの、「神代文字と謂うべき者か」とその書きぶりは抑制的なものであり、かつその典拠が『琉球神道記』に記述のある、琉球の十二支記号であることは、平田篤胤なども指摘するところである（琉球古字）。山田は、良顕がこの事実に気づいていなかったと批判する一方、原田実は阿比留文字（後述）などにもみられるよう、琉球や朝鮮といった日本の「辺境」に神代文字の痕跡が残っているとする考えは一般にあったものと論じている。

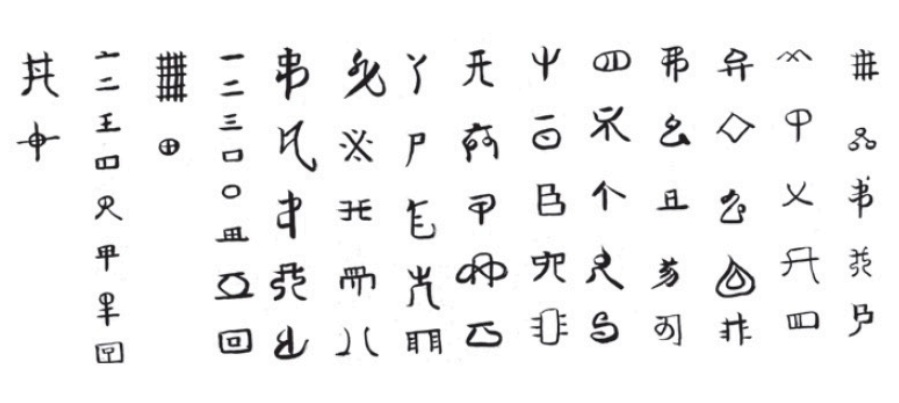
『和字伝来考附録』に記載される「和字五十韻」。

良顕は、『神代巻口訣』にある「神代文字は象形である」という説はこの文字に当てはまらないとして、この文字とは別に、素戔嗚尊が鳥跡をもとにつくりだした文字（cf. 蒼頡）があったのではないかと論じ、その証左として千鳥について詠んだ和歌50首あまりを引用した。良顕の弟子である伴部安崇は元文4年（1739年）に『和字伝来考附録』を著し、「武州安達郡の大社」、おそらくは素戔嗚尊を祭神とする足立神社で実際の神代文字を目にしたと論じた。尹朝鉄によれば、同文献は実際の神代文字をまとまった形で提示した最初の資料である。安崇は、この文字が五十音であることを他ならぬ同文字の真正性の根拠としている。

#### ヲシテ

ヲシテによる「あわうた」
『秀真政伝紀』に記載される歌。現在の五十音のパングラムとなっている。

『秀真政伝紀（ホツマツタヱ）』をはじめとする「ヲシテ文献」には、ヲシテとよばれる文字が用いられる。現伝するヲシテ文献のなかで最古であると考えられているのは『神嶺山伝記歳中行事紋』 であり、安永年間（1772年 - 1781年）以前に成立したと考えられている。同書に傍注を加えたのは、筆跡から僧侶の溥泉であるとみなされており、同人物は安永9年（1780年）に年代が明確にわかるものとしては最古のヲシテ文献であり、『秀真政伝紀』の注釈書である『春日山紀』を著している。「ヲシデ（テ）文字」という言葉は『秀真政伝紀』に記されるものであり、池田満により同文献群に用いられる文字の通称として用いられ始めた。『神嶺山伝記歳中行事紋』 には「璽」の字に「ヲシテ」の仮名が振られるほか、『春日山紀』には「瓊璽印相（）」との記述が見られる。この文脈において、「璽」は三種の神器たる八尺瓊勾玉を意味するものであり、文字を神器の印相とみなす考えがあったものと考えられる。
『秀真政伝紀』の最古の写本は日吉神社蔵（藤樹記念館寄託）の明治33年（1903年）謄写本であり、『日本書紀』に大物主神の子と記載される大田田根子による序が記されている。同書はその子孫を自称する和仁估安聡（）が安永4年（1775年）に訳文をつけたものであるという。昭和2年（1927年）の『高島郡志』には「寛文の頃佐々木氏郷あり、安永のころ和仁古安聡あり。共に本郡神社の由緒を偽作せり」とある。旧高島郡には『和解三尾大明神本土記』『嘉茂大明神本土記』『万木森薬師如来縁起』といった、和仁估の作品と考えられる寺社縁起が多く残っており、これらの用語や伝承にはヲシテ文献と共通するものも多い。
『秀真政伝紀』の第一紋（）においては和歌の神であるワカヒメの誕生から結婚までが描かれるが、同書においては「あしびきの（山）」「ほのぼのと（明）」「ぬばたまの（夜）」といった枕詞の起源がイザナギの黄泉国帰りやワカヒメの事跡と紐づけられる。こうした枕詞の秘儀的解釈は中世においても古今伝授などにみられるものである。原田は、ヲシテ文献は歌道が特定の家による管理を離れ、様々な歌論が勃興した時勢と密接に関わったものであるとして、特に『秀真政伝紀』は「全体を『歌』として構成した近世歌道書」として読み解くことができると述べている。吉田唯は、同文献群を近世において重要であった概念について新たな起源をつくりあげた「近世神話」のひとつであると位置づけている。

#### 神代文字に対する懐疑論
近世において神代文字の実在について論じた学者としては新井白石が早く、「奉答本郷平先生問目」において以下のように述べている。平田篤胤は『神字日文伝』において「近き世の人に、神代に文字ありと論（）えるは、新井君美ぬしぞ始なりける」と論じているが、白石の口ぶりは断定的なものではない。白石は同文をそえて佐久間洞巖に書簡を送っており、熱田神宮や出雲大社に伝わるという竹簡を見ない限りには神代文字の真贋は論じられないと述べている。
東方文字其の来る尚し。蓋し太古以降歴世其の体を変じ、列国其の制を異として、考詳の由無し。俗に聞く神代文字、美嘗て其の聞くを得るは凡そ五つ。或いは其の字読むべからざる者有り、或いは科斗書に如く者有り、或いは鳥篆に如く者有り、古体の変蓋し此の如し。天武の世更に新字を造ること四十四巻、其の体梵書の如し。又肥人書有り、薩人書有りて、肥人書一二字即ち今なお通用する者有り。古きは列国各其の字あり、亦た以て証有り。卜部家所伝一万五千三百七十九字乃ち是れ亀を灼くの兆は猶ほ卦の爻有るがごとし。—新井白石、奉答本郷平先生問目
近世においてはじめて神代文字を全く否定する論考を出したのは貝原益軒であり、『和事始点例説』には「今巫覡の家に上古の和字と称し符に書は遵生八牋不求人等に載たる中華道士の符章に書く偽字なるを知らで上古の和字と思へるは固陋の至なり」とある。また、『自娯集（）』においては『古語拾遺』や『筥埼宮記』などを引用し、上古の文字の存在を否定している。太宰春台も『倭読要領』において「吾国に文字なき事は、先賢の説明白なり……巫祝の徒（）往往吾國に文字ありしことをいうは皆孟浪の談なり」と、端的に神代文字の存在を否定する。
彼ら漢学者のみならず、多くの国学者も神代文字に際しては冷淡であった。契沖は『和字正濫鈔』において「此国に神も人も文字を作り給はぬは漢土にならひて然るべき故あるなるべし」と述べるほか、本居宣長は『古事記伝』において「今神代の文字などいう物あるは、後世人の偽作（）にて、いうにたらず」、賀茂真淵は『語意考』において「此れの日出ずる国は、五十連の音のまにまに言（）を成して萬ずのことを口から言い伝える国なる」と論じている。

#### 阿比留文字・阿比留草文字

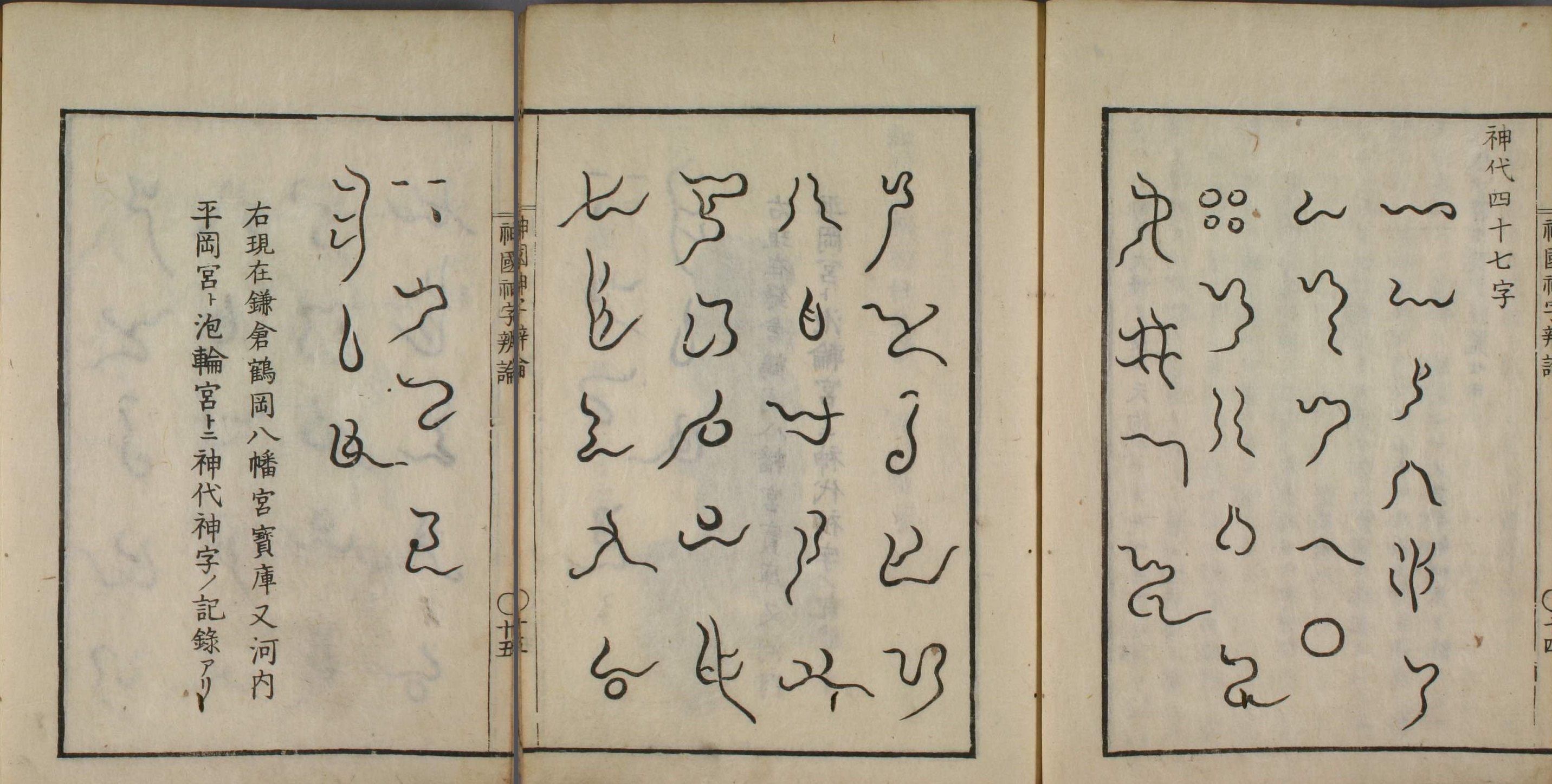
『神国神字弁論』に記載される阿比留草文字

尾張国・八事山興正寺の僧侶であった諦忍は、宝暦14年（1764年）に『以呂波問弁』をあらわし、神代文字の存在を主張した。同書は『旧事大成経』を引用し、神仏習合的な世界観からいろはの起源について論じるもので、「天照大神は印度の大毘盧遮那成仏であるから、伊呂波と梵字の符合はもとより怪しむに足らぬ」といった、保科孝一いわく「はなはだしく常軌を逸している」記述が多い。金竜敬雄（）は『駁以呂波問弁』において、「若し文字あらば名山古跡には一字半点なりとものこり在るべきに、終に其の沙汰なきは何事ぞや」と諦忍に反駁した。
これに応答する形で諦忍は安永7年（1778年）、『神国神字弁論』を上梓し、「神字厳然として、今に名山霊窟に存在せり」として「鎌倉鶴岡八幡宮宝庫および河内平岡宮と泡輪宮」にあるという神代文字の図を掲載した。なお、「河内平岡宮と泡輪宮」というのは『旧事大成経』にみえる神社の名前であり、同書は卜部氏・忌部氏の祖先がそれぞれ祖記を土笥（）に入れ、祖神を祀る平岡宮・泡輪宮に奉納したものが原典となったと謳っている。「泡輪宮」について、山田は『古語拾遺』にある阿波の忌部氏が東国に渡り安房郡をつくりあげたという記述からおもえらくは安房神社のことであろうとするが、「安房（）」と「泡（）」は別音であり、同書の筆者が「如何に無学であるかを暴露している」と激しく論難している。

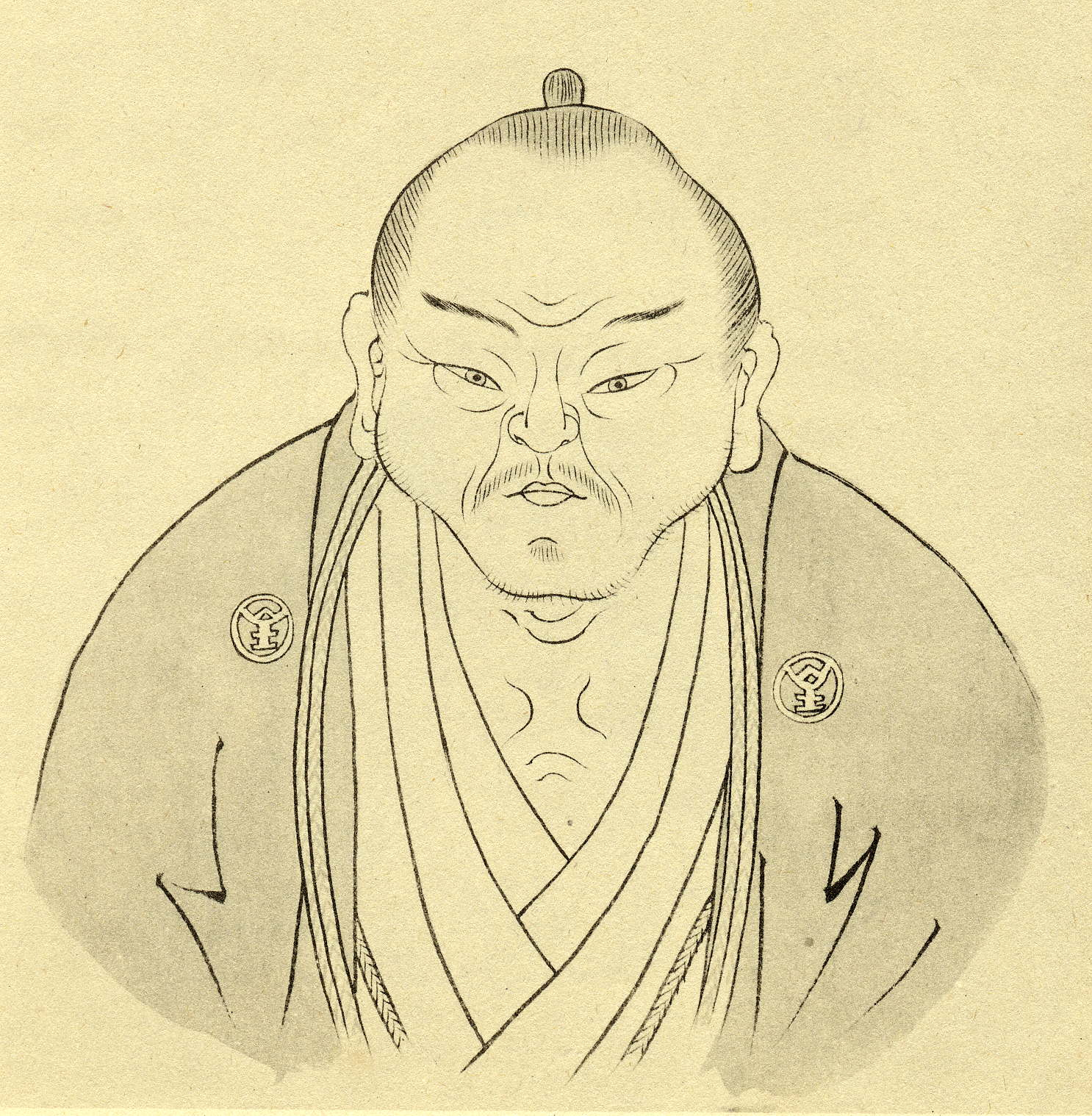
平田篤胤
『神国神字弁論』に強い影響を受けた人物のひとりである。

そのような中で登場したのが平田篤胤である。篤胤は『古史徵開題記』において、「神世には文字無りしと云説、斎部広成宿禰の古語拾遺に……と云（）るを徴（）と為て、世の事識人（）たちの定め云るまにまに、予（）も然（）ことに思たりしを、近頃（）、よく想へば、此は思慮（）の委（）からざるなりけり。故、今共を論ひ直さむとするなり」と論じた。諦忍が鶴岡八幡宮にあるとした文字について「是ぞ今予（）が著はし伝ふる日文字を世に著わせる初めにて、いとも感（）たき功（）なりける」と称賛している。一方で、篤胤は諦忍によるこれを「平岡宮・泡輪宮に奉納されていた神字である」とする見解を「旧事大成経という物に記せる妄説に本づきて言い出たる」ものとして否定しており、山田はこのことを「潮音を否認しながら、潮音の後継者となっている」と非難している。

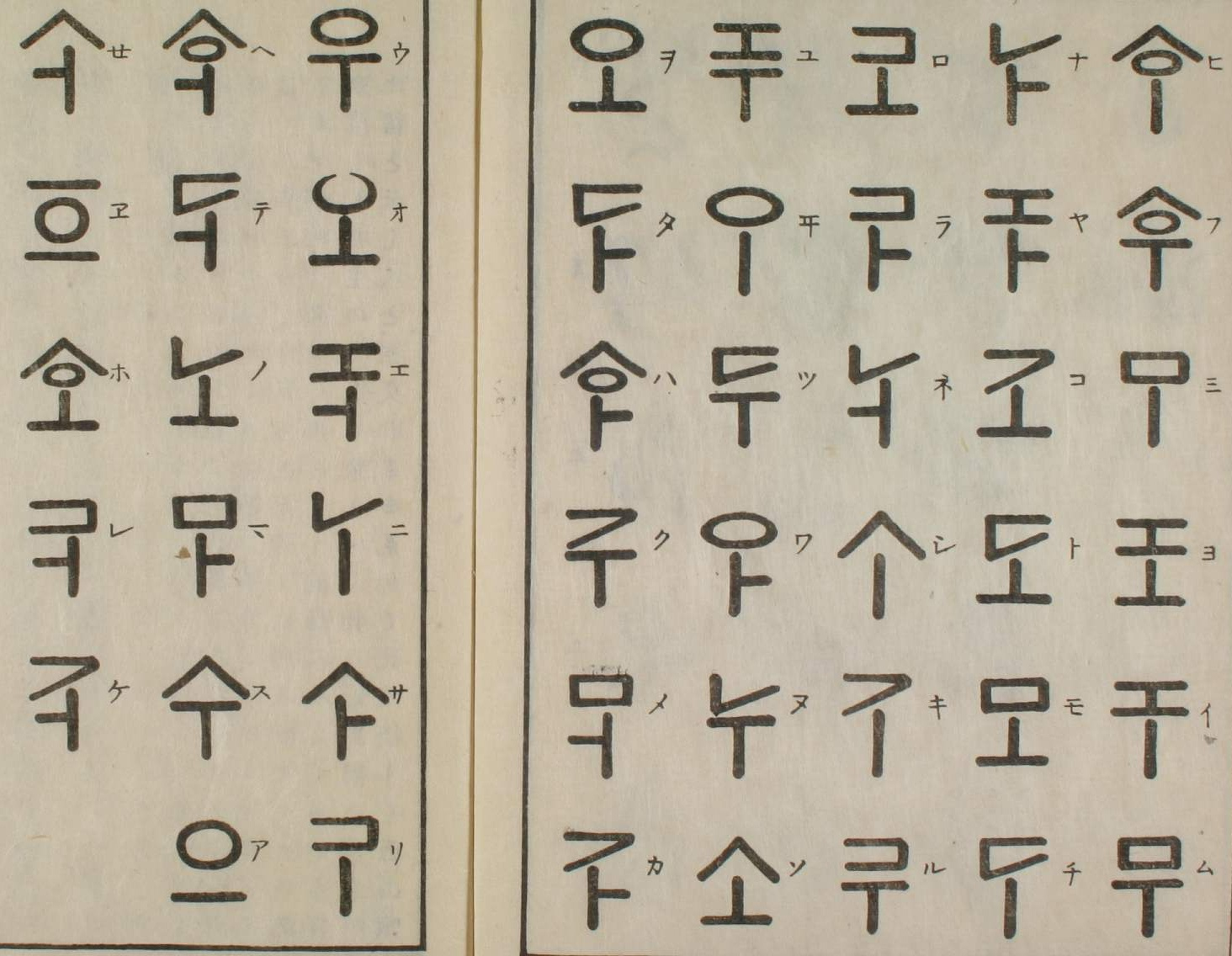
『神字日文伝』に記載される阿比留文字

また、篤胤は鶴岡八幡宮で見つかった文字は草書体であるといい、文政2年（1819年）の『神字日文伝』において、同文字の「真書体」の発見を報告している。同書によれば、この文字の典拠は下総国の大中臣正幸が源八重平に伝え、さらに会津の神道家である大竹喜三郎政文に伝えたものであるといい、その由緒は天児屋根命が対馬の卜部・阿比留氏に伝えたものとも、天照大神が思兼命に作らせたものともいう。篤胤はこの文字のことを「日文真字」と読んだが、阿比留文字とも呼ぶ。篤胤は「日文真字」が朝鮮の諺文に類似していることを認識していたが、「此はもと彼の諺文を採て作れるには非じかと半ば疑わしく或ぬるを、また思えば彼諺文に草書ある事を聞かず」として、この文字は日本独自のものであると結論を下している。篤胤は文政7年（1824年）、門下の生田万に「日文伝評論」を書かせて議論を補完した後、天保10年（1839年）には『古史本辞経』を記して神代文字五十音図にもとづく言霊説を展開した。

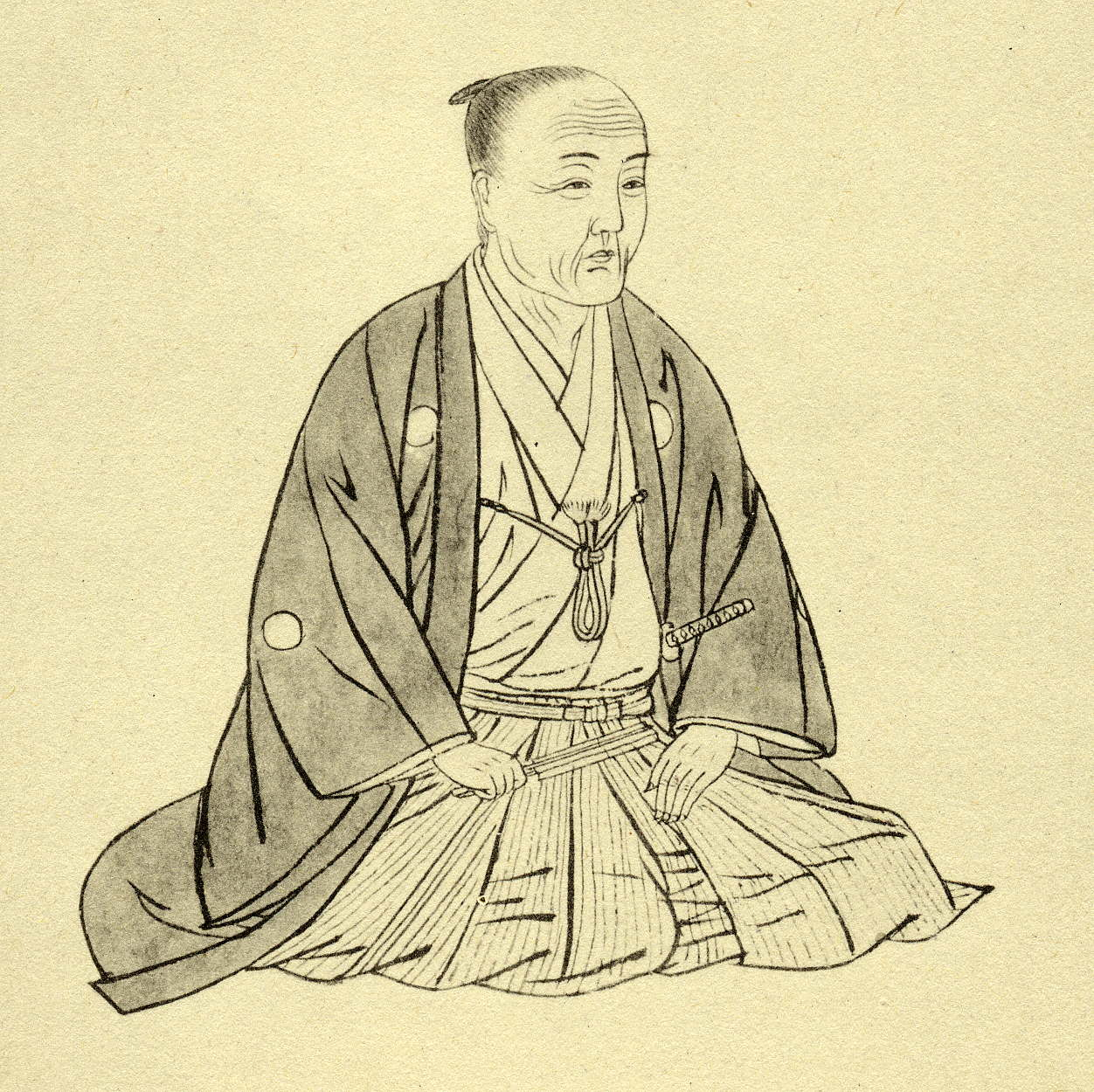
伴信友
神代文字存在論者であり、篤胤とも親交が深かったが、後に不仲となった。

篤胤のこうした考えに反駁したのが伴信友である。信友は嘉永3年（1850年）の『仮字本末』において『神字日文伝』を否定し、阿比留文字については諺文の祖先である吏道が日本に伝わったもので、神代文字にはあたらないと論じた。篤胤は同年の『古史本弁経』において、信友が旧友であり、『開題記』『日文伝』の執筆に助力したことにも触れながら、「己が開題記また日文伝などは、右の故よし有れば、 厭まで知れて在りながら、少かも知らぬ気にて、都（）ては仮字の本末を証すとは云えど、主とは己が神世に文字ありてふ小説の、裡を切たる書なりけり」と彼を罵っている。また、『仮字本末』に対しては、松浦道輔が『仮名本末弁妄』なる反対説を上梓している。山田は、これらの文字の順列がすべて「ひふみよいむなやこともちろらね」となっていることにも触れ、この出典もまた『旧事大成経』であることを明らかにしている。
近世において神代文字実在論を肯定した学者としてはほかに、篤胤門下の大国隆正がいる。隆正は天保11年（1840年）に『神学小考』を上梓し、篤胤の説におおむねうべなったほか、『神字原』や『神字箋』といった便覧を著した。また、慶應3年（1867年）には岩崎長世が『日文伝』に掲載される諸体に索引を付けた『神字彙』を著した。

#### その他の近世の神代文字
先に紹介したほかにも、近世には神代文字を肯定する論が数多く著された。篤胤『神字日文伝』によれば、京都の僧敬光が『和字攷』、上野国桐生の澤宏粲（）は『神字のしらべ』、伊勢国亀山の岩田友靖が『神字真伝』なるものを上梓したというが、彼いわくこれらはみな『旧事大成経』に依拠するものであったという。篤胤は阿比留文字以外の神代文字に関する資料については真贋未了として、『神字日文伝』の附録である「疑字編」におさめている。
こうした「疑字」のひとつに阿波文字がある。この文字は阿波国・大宮八幡宮の神職であった藤原充長が1779年（安永8年）に著した『神字書（）』にあらわれるもので、篤胤は「疑字編」に、岩田惇德なる人物がこの文字を神代のものともてはやし、八幡宮にてこの文字が書かれた書を移し持ち帰ったものの、その末尾には藤原充長の名前が書いてあったという話をおさめて、「なお此の充長が作れる文字を信用（）たる人いと多かり。憐むべし」と述べている。阿波文字は江戸期のうちに各所に伝わっていたようで、落合直澄によれば陸前国本吉郡の御崎神社において阿波文字で「クヱラツカ」と記した石碑が見つかっているほか、下野国宇都宮の千族（）家に寛政11年（1799年）に、阿波文字で書かれた陸奥国加美郡意水家秘伝の薬方が伝わっているという。また、信濃国伊那郡大御食神社に伝わる古史古伝である『美社神字解（）』は、阿比留草文字と阿波文字を混ぜ書きして用いている。
天保2年（1831年）、薩摩藩で編纂された農書である『成形図説』には、領内の農民が田券（田の数を記した地券）に用いる特殊な符丁に関する記述があるが、その説明において「又河内枚岡泡輪神社の蔵土笥に鐫（）るところ天名地鎮といふものあり、五音字母なり。其宇左の如し」というくだりがある。天名地鎮については豊後の国学者である鶴峯戊申が天保9年（1838年）に『鍥木文字考（）』を著し、この文字は日本の古代文字であるだけでなく、世界のあらゆる文字の起源であると力説した。さらに、戊申は嘉永元年（1848年）にも『嘉永刪定神代文字考（）』を著し、天名地鎮は太占のひびに由来する真正の神代文字であることを説いた。山田は「枚岡泡輪神社」が『旧事大成経』にある平岡宮・泡輪宮をひとつの神社と混同したものであるとして、「人を愚弄するも甚しいといわねばなるまい」と絶句し、「全然架空のものでも、神社の名を出だせば俗人が信用するのみならず、やかましい学者でも軽々しく信用する」状況がこの文字からわかるという。山田はまた、同書が「土笥に神代の文献を納めた」という『旧事大成経』の内容を「土笥に文字を彫りつけた」と改竄していることについて、「旧事大成経に対してさえも二重の罪を犯している」と述べている。
近世に伝わっていた神代文字としては、ほかに豊国文字などもある。豊後国大野郡土師村の宗像家・海部郡臼杵福良村の大友家に伝わっていたという古史古伝の『上記』に記載されるもので、瓊瓊杵尊の代につくられたという、同書は、象形によって五十音をあらわす古体と、それを改良したという、カタカナに似た新体を収録しており、新村は「さりながらかく書物を作り、又新古の変遷を示すなど、神字の偽作も狡猾になりゆけるに驚かるるなり」と論じている。豊後国守護である大友能直とその家臣団が編纂したものであると記述されるが、平田篤胤の文化8年（1811年）の著作である『古史成文』から引き写した記述があるため、それ以降の成立であることは疑いない。

### 近現代

#### 大石凝真素美と大本系宗教

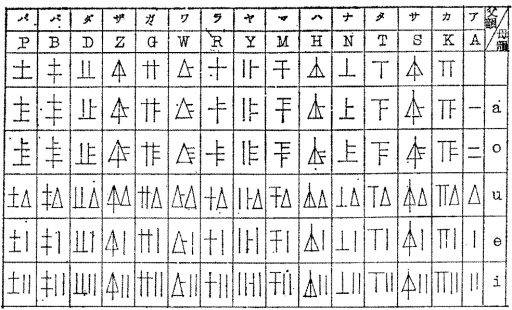
水茎文字

神道家である大石凝真素美は、国学者の中村孝道・山口志道（先述）が構想した言霊学を受け継ぎつつも独自の言霊論を展開したが、彼は天津金木学なる独自の行法をもて「水茎文字」なる文字を感得した。明治15年（1882年）ごろ、滋賀県蒲生郡岡山村大字龍王崎にある「水茎の岡」から琵琶湖を望んでいたが、突如湖面の波紋がたち、文字を描いたという。
孝道は、人間と世界は小天地と大天地として照応の関係にあり、日本語の75音は天地をあらわしていると論じたほか、『言霊真洲鏡』において「上古吾皇国文字瑞茎と云ふものにて形となり、書つらねたるをマス鏡と云ふなり。瑞茎と云えるは、上古木切れ竹切れにて声の形を造りたるものにして、今様の文字の類には非ず。上古吾国は文字無し等云へるは、此瑞茎の訳を知らざるものゝ云ふ事なり」と、この75文字をあらわした「瑞茎」なる神代文字の存在を提示した。大石凝は湖面にうつったこの文字こそが孝道のいう75音を表す文字であると理解し、取り憑かれたようにそれを写し取った。大石凝真素美の思想の多くは、新宗教「大本」の教祖であった出口王仁三郎に受け継がれた。出口は大正4年（1915年）、大本信徒を連れ、大石凝門下の朝倉尚炯夫妻と水茎の岡に上り、実際に「ア」「オ」「エ」「イ」の文字が現れては消えるのを観察したという。また、出口が京都府綾部にある大本本部に帰って以来、本部の池にも水茎文字があらわれるようになった。
大本は表面的には皇道を標榜していた一方、その教義は出口を中心とする、国家神道とは大きく相反するものであったため、大正10年（1921年）と昭和10年（1935年）には不敬罪などを名目とする大規模な弾圧がおこなわれた（大本事件）。これを好機と捉えたのが大本が本部を構える地でもある旧綾部藩主家・九鬼氏の当主である子爵・九鬼隆治であった。彼は大本の主神である艮の金神は本来綾部藩主家が祭祀していたものであると論じ、大正9年（1920年）には皇道宣揚会なる宗教団体を興していた。彼は自らの教勢をのばすため、神道研究家の三浦一郎に家伝であるという『九鬼文書』を渡し、研究をおこなわせた。昭和16年（1941年）、三浦はこれを『九鬼文書の研究』という書籍にまとめ、同書には「1. 原体文字（阿比留文字）」、「2. 形態文字（豊国文字象形文字）」「3. 草体文字（オリジナルの神代文字）」「4. 変態文字（一）（阿比留草文字および阿波文字）」、「5. 変態文字（二）（阿比留草文字）」、「6. 改態文字（豊国文字新体象字）」、「7. 濁音文字（豊国文字新体象字に濁音を打ったもの、数字はオリジナル）」「8. 九鬼神宝より録したる神字秘遍（3. の草書と豊国文字象形文字）」の表が記載されていることを報告した。
同書は明らかに大本の教義および『竹内文書』（後述）からの影響を色濃く受けたものであり、特に前者については強く問題視された。昭和18年（1943年）におこなわれた座談会では國學院大學教授の島田春雄らが「不敬である」と三浦を論難し、同年には三浦は特高警察から5ヶ月に及ぶ取り調べを受けることになった。

#### 竹内文書

『竹内文書』「神代文字之巻」
狩野亨吉による鑑定の対象となった。

『竹内文書』は神道系新興宗教である皇祖皇太神宮天津教が「神宝」として伝えていた文書・文献の総称である。教祖の竹内巨麿いわく、皇祖皇太神宮は人類発祥以来の歴史を誇る古社であったが、彼が明治33年（1900年）に茨城県多賀郡磯原町で同宗教を「再興」するまでは廃絶していた。
同書には多数の神代文字が収録されており、阿比留文字・阿比留草文字・豊国文字といった既存のものからオリジナルのものまで、五十音図のかたちに整えられたものだけでも38種類の文字体系が記載される。竹内らは名士に対しても積極的にロビー活動をおこない、昭和3年（1928年）3月29日には公爵・一条実孝、海軍大将・有馬良橘などを磯原に呼び寄せ、「神代文字神霊宝巻」なる文献を拝観させた。この2ヶ月後には陸軍大将の本郷房太郎が同文献を拝観し、「日本に文字の起源ありとは、実に得がたき文化の発祥地といわねばならぬ」と感激したという。竹内文書の信奉者としては、ほかに小磯国昭が存在した。小磯は竹内文書をはじめとする古史古伝を政官会や軍部に広める活動をしていた中里義美と懇意であり、昭和15年（1940年）には中里が代表を務める神之日本社主催の「神日本思想強調の夕べ」なる会合で、以下のような内容の講演をおこなっている。
海外諸国の至るところに発見される奇妙不思議なる彫刻の文字が我国の神代文字に合すれば、これまた簡単に読破されるというではないか。故に吾等は断じて現実の科学証左に捉われることなく、報本反始の古き昔に還って、揺ぎなき万代の根柢を為す神代史実の究明こそは、刻下焦眉の急であると断ぜずには居られない。—小磯國昭、「神日本思想強調の夕べ」講演
とはいえ、大本同様、天津教も取り締まりの対象となっていた。昭和11年（1936年）には特高警察が、竹内および信者のひとりである吉田兼吉を不敬罪・文書偽造行使罪・詐欺罪で検挙した（第二次天津教事件）。同年6月、狩野亨吉は『思想』誌上に「天津教古文書の批判」を発表した。狩野は以前にも『竹内文書』の鑑定をおこなったが「人心を刺激する恐れ」から言葉をぼかした批判をするにとどまった。しかし、軍部に同文書を鵜呑みにする者がいるという事情を知り、その社会的影響にあらためて鑑定に乗り出したという。狩野は同文書の「神代文字之巻」を換字式暗号の要領で解読し、「年」「即位」「勧請」「水門」といった漢語が散見されること、古代の文献においては「幼童の数え歌にさえ古い呼方を伝えている」数詞がすべて漢音であることなどを批判している。狩野は同事件において検察側の証人として出廷したほか、橋本進吉も竹内文書における神代文字の「原文」が「訳文」と対応関係にないこと、神代文字なるものは近世の偽作にすぎないことなどを証言した。昭和19年（1944年）12月1日に竹内は無罪判決をくだされるも、同事件により竹内が不敬罪の公判に付せられたことは大きく、教団組織自体は解体を余儀なくされた。
こうした状況下の昭和16年（1941年）、中里は近衛内閣に「神代文字実在確認ノ建白書」を提出することを考え、連署をもとめるべく、朝鮮総督をつとめていた小磯を訪ねた。これに対し、小磯は「独自に神代文字の研究機関設置の件を建白したいから」という理由で断り、翌年再び中里が訪朝した際には独自の「神代文化研究機関」の創立草案を示し、「その人選と組織編成」を中里に依頼したという。小磯は組閣の2ヶ月前にあたる昭和19年（1944年）においても、『日本におけるキリストの遺跡を探る』なるドキュメント映画の撮影に、当時の大卒初任給の27倍にあたる2306円を拠出するなど、熱心に竹内文書を信奉したが、結論として当時の時勢にあたって小磯は無力であり、太平洋戦争敗戦の年である昭和20年（1945年）4月、小磯内閣は「何もできないままに総辞職」した。

#### 近現代における神代文字論

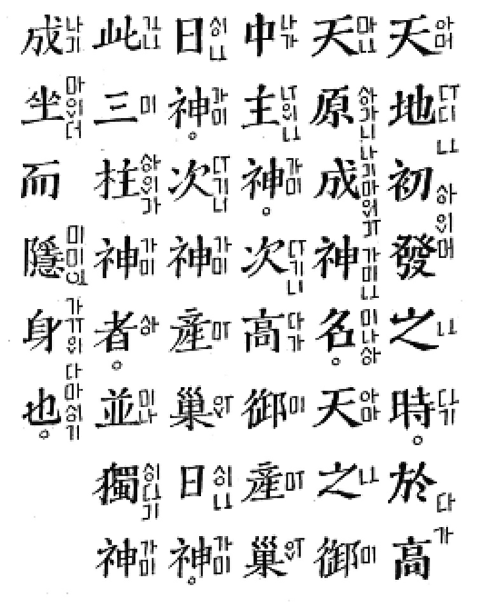
レオン・ド・ロニ訳『古事記』序文。

明治維新後も神代文字に関する論争は続いた。明治4年（1871年）には藤原政興が『神代字源考』を上梓したほか、矢野玄道は明治8年（1875年）に篤胤『開題記』の反駁に反駁するという体裁をとり『懲狂人』を著した（刊行は明治22年・1889年）。矢野は新政府周辺の国学者の党派争いに際して、平田派の正統説を主張する立場にあり、同書には同じく平田派の重鎮である角田忠行と、神宮教の官長をつとめた田中頼庸が序文を記している。また、釈慧眼は明治9年（1876年）に『旧事大成経』を下敷きとする神代文字肯定論である『以呂波音訓伝』を出版した。神宮教本部長の落合直澄は明治21年（1888年）に『日本古代文字考』を上梓し、上古日本には12種類の神代文字が存在すると論じた。落合は山口志道のような「字源図」をつくり、これらの文字の起源を論じたほか、平仮名・片仮名はこれら神代文字が変形してうまれたものであるとした。
こうした関係から、当時の国語学者は神代文字を単に荒唐無稽なものとして黙殺することができず、繰り返し神代文字の存在を否定する必要があった。明治36年（1903年）に金沢庄三郎は『日本文法論』を上梓し、「1. 神代文字は表音文字であり、象形文字の段階を踏まずにそうした高等な文字があらわれるのは不自然であること」「2. 『文』に代表されるように、和語の文字に関する語には漢語由来のものが多く、神代文字の実在を仮定するなら不自然であること」「3. 神代文字は朝鮮の諺文に酷似すること」をもって神代文字を否定した。平井昌夫によれば、これをもって神代文字非実在論が国語学における定説となり、以来国語学者で神代文字実在論をとなえるものはいなくなったという。ほかに、吉沢義則による昭和21年（1946年）の『国語史概説』においては、「1. 『仮名本末』に記されるよう、いわゆる神代文字は偽作であること」「2. 表語文字に先んじて表音文字があらわれることは考え難いこと」「3. 仮にそのような文字が存在したのなら、わざわざ異なる言語系統に由来する漢字を輸入する必然性がないこと」「4. 神代文字は上代特殊仮名遣を反映していないこと」を根拠に神代文字が否定されている。
フランスの日本学者であるレオン・ド・ロニは1882年に“Questions d’archéologie japonaise: communications faites à l’Académie des inscriptions et belles-lettres“を発表し、阿比留文字はハングルを起源とする日本の古代文字であり、その源流はデーヴァナーガリー文字に辿ることができると論じた。1883年、ロニは東洋語学校のテキストとして『古事記』を翻訳したが、原文の訓読にあたって阿比留文字を用いた。ロニは藤原政興による『神字古事記』を所蔵しており、平藤喜久子はおそらくこれが原本となったのであろうと論じている。これに応じて、バジル・ホール・チェンバレンは、同年に“On two questions of Japanese Archaeology”を発表した。同論文において、チェンバレンは神代文字は「熱狂的な神道復興主義者」たる篤胤の創作にすぎず、古代日本に文字があったとする証拠よりも、なかったとする証拠のほうが強力であることを論じた。チェンバレンは明治19年（1886年）に日本語でも「神字有無論」を発表し、神代文字の存在を否定した。チェンバレンは神代文字を否定する論拠として「1. 神代文字が、表意文字ではなく直に表音文字からはじまるのは奇妙であること」「2. 神代文字があったのならば、漢文訓読にあたってヲコト点のような記号を用いるのは不自然であること」「3. 『文（）』『簡（）』のように、書に関する国語はなべて漢語由来であること」「4. 神代文字が存在したのならば漢字を借用する必要性は薄いこと」「5. 日本に表音文字を発明するほどの文化があったのならば、後世に中国文化を輸入しているのは不自然であること」「6. 古書に神代文字の存在に言及するものはないこと」「7. 神代文字の語順とされる『ひふみよ』という言葉は当時の史料にみられないこと」を挙げている。
昭和17年（1942年）の帝国議会では、曽和義弌衆議院議員が文部省編纂教科書に「日本には昔文字がなかったと書いている」ことを批判し、漢字以前の文字が存在しなかったということは「常識的に考えてもない」と答弁した。さらに、同年1月15日には、文部省の諮問機関であり、神武天皇の聖蹟を調査することを目的とする肇国聖蹟調査委員会において、末松偕一郎により神代文字研究が提案された。委員会に参加した史学者は、同会を欠席していた梅原末治を除けば全員がこれを拒否した。山田孝雄が戦後、昭和28年（1953年）に発表した『所謂神代文字の論』をもって、神代文字に関する議論はとりあえず終結し、学術界において神代文字が顧みられることはなくなった。一方、清水豊などにより平田篤胤の神代文字論は再び注目されるところとなり、神代文字が実在しないことを前提として、思想史的な文脈からの研究が続けられている。また、三ツ松の論じるように、現代日本においても神代文字の、「アカデミズムの外側での需要・受容者は少なくない」。

#### その他の近現代の神代文字

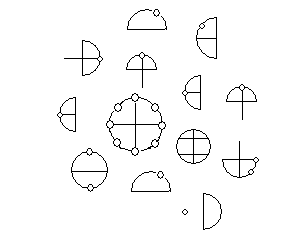
カタカムナ

終戦後、満州より引き上げた技術者の楢崎皐月は、兵庫県の六甲山系で地磁気測定の実験をおこなっていた際に、平十字（）なる人物と出会ったという。平は自らが「カタカムナ神社」の宮司であると名乗り、御神体であるという古い巻物を見せた。楢崎はこれこそが自分が吉林にいたとき、蘆有三なる人物に伝授された、上古日本の支配民族である「アシア族」の遺物にほかならないと会得し、以来古代文字・カタカムナの研究に励んだという。経営コンサルタントである船井幸雄が彼に心酔していたこともあり、楢崎は著名となったものの、原田は「楢崎が太古文明に仮託して創作したものである可能性が高い」と述べている。
昭和43年（1968年）、岩間尹（）によって、不二阿祖山太神宮に伝わったといい、山梨県南都留郡明見村の宮下家が所蔵していた古史古伝の『宮下文書』が紹介された。豊国文字に類似した象形文字がみられるが、同書には『上記』の影響が見られる記述が存在することから、同書を参考にして付け加えられたものだと考えられている。
昭和50年（1975年）、青森県北津軽郡市浦村史の資料編として、『東日流外三郡誌』が刊行された。寛政年間に、秋田氏の親族である秋田孝季が、義弟で津軽飯詰の庄屋であった和田長三郎吉次とともに編纂したもので、吉次の子孫である和田喜八郎が所蔵していたという。上古から興国期の大津波までの歴史を記載した古史古伝であり、地面に石を置いて示す記号、縄を結んで示す記号、語部が覚書に用いたという記号といった「古代文字」が収録されている。1990年代に検証が進み、江戸時代の文書としてはありえない用語がみえること、そもそも筆跡が和田喜八郎のものと一致することが判明し、偽書であることが明確になった。
昭和52年（1977年）、丹代定太郎と小島末喜により、伊勢神宮・神宮文庫所蔵の神代文字文献が発見された。阿比留文字・阿比留草文字・阿波文字などにより記され、中臣鎌足・稗田阿礼・菅原道真・後醍醐天皇などの銘がつけられていたが、山田孝雄の調査により、これらは明治初年ごろ、国学者であり神宮教院の創設者でもある落合直亮がつくったものが、教院の閉鎖時に神宮文庫におさめられたものであることがわかっている。